# Batrachedridae
Batrachedridae là một họ bướm đêm. Họ này bao gồm các loài bướm đêm nhỏ, mảnh dẻ với cánh ôm sánh thân. Việc xếp họ này các nhóm liên quan thường có tranh cãi nhưng hiện tại họ này chứa 2 chi Batrachedra (nhiều loài) và Houdinia (chỉ có một loài là Houdinia flexissima được tìm thấy ở New Zealand và các đảo lân cận).